# Genes letales
Un gen letal es aquel gen que, al sufrir mutación u otros procesos de reorganización genética, altera su función pudiendo provocar un fenotipo letal y, por lo tanto, su expresión puede producir la muerte del individuo portador.
Los genes se presentan en diferentes formas con variaciones en su secuencia denominadas alelos, cada uno de los cuales codifica un fenotipo concreto, es decir, es el resultado de la expresión del alelo del gen. Cuando la expresión de un alelo concreto provoca un cambio en el individuo, tal que induce su muerte, se denomina alelo letal, y el gen involucrado se denomina gen esencial.
Si la expresión de un gen en vez de causar la muerte del individuo causa un acortamiento de su ciclo biológico, un empeoramiento de su calidad de vida o algún daño en su organismo, se denomina gen deletéreo. Al igual que el resto de los genes, los alelos de los genes letales así como los de los deletéreos, sus variables, pueden tener un carácter recesivo o dominante.

## Genes letales y deletéreos

### Patrones de herencia
Estos genes no siguen un patrón de herencia normal, pero producen una alteración en las proporciones fenotípicas mendelianas.
El gen letal con carácter dominante que llega a expresarse en estado de heterocigosis es transmitido a la siguiente generación, no causa la muerte del individuo que lo posee pero si manifiesta un fenotipo diferente al normal. Solo causa la muerte del individuo en estado de homocigosis al igual que el gen deletéreo recesivo.
Por tanto, el alelo letal dominante causa la muerte del individuo en estado de homocigosis, a diferencia del alelo de un gen dominante que se expresa tanto en heterocigosis como en homocigosis.
En el caso de que el alelo letal o deletéreo tenga carácter recesivo, este solo se expresará, causando la muerte del individuo en el caso de genes letales o daños en el caso de un gen deletéreo, en condición de homocigosis.
En este caso el individuo no podrá (en el caso de los alelos letales) transmitir este gen a su descendencia, por definición.
Por tanto, la única forma de que un alelo letal pase de un individuo que lo porta a su descendencia, es que este alelo se encuentre en heterocigosis ya sea que tenga carácter dominante o recesivo, y por tanto, no se exprese, pero si herede.
No se produciría la muerte del individuo por el gen letal en estado de heterocigosis, pero sí sería portador de él, pudiendo así transmitirlo.

### Ejemplos y cruzamientos
Para ilustrar un ejemplo de gen letal, utilizaremos el gen para el color amarillo del cuerpo en ratones. Dicho color amarillo es la expresión fenotípica codificada por el alelo AY, cuyo carácter es dominante para el color y recesivo para el factor letal.
Como se ilustra en la fotografía, se realizan diversos cruzamientos entre ratones con diversos genotipos:

Los ratones genotípicamente AY/AY no son viables y mueren antes del nacimiento.
En cambio, los ratones cuyo genotipo es AY/A, son amarillos y los ratones cuyo genotipo es A/A presentan el fenotipo agutí.
Cuando se produce un cruce de ratones amarillos ratones con fenotipo agutí, la descendencia muestra la proporción esperada de 1:1 de ratones amarillos y ratones con fenotipo agutí.
Cuando se realiza un cruce entre los ratones heterocigotos, según las leyes de Mendel, se esperaría una proporción 1/4 homocigoto para el color amarillo, 1/2 heterocigoto para el color amarillo y 1/4 homocigoto para el agutí. Pero los resultados obtenidos indican que dos tercios son amarillos y un tercio son agutí, ya que el primer 1/4 muere antes de nacer.
El alelo amarillo posee un efecto dominante sobre el alelo agutí, pero sucede que cuando el ratón es homocigoto para este alelo ocurre un efecto letal. La conclusión es que el alelo amarillo en ratones es un alelo letal recesivo.
Cuadro de Punnet del ejemplo anterior:

### Algunas enfermedades
Algunas de las enfermedades producidas por genes letales y deletéreos son la enfermedad de Tay-Sachs y la enfermedad de Huntington.

#### La enfermedad de Tay-Sachs
La enfermedad de Tay-Sachs es una enfermedad mortal del sistema nervioso provocada por un alelo letal recesivo de un gen que se encuentra en el cromosoma 15.
La enfermedad de Tay-Sachs tiene lugar con una carencia de hexosaminidasa A, una proteína que ayuda a descomponer un químico que se encuentra en el tejido nervioso, llamado gangliósidos. Sin esta proteína, los gangliósidos, en particular los gangliósidos GM2, se acumulan en las células, especialmente las neuronas en el cerebro.
La enfermedad de Tay-Sachs es causada por un gen defectuoso en el cromosoma 15 como se ha mencionado anteriormente. El alelo que codifica dicha enfermedad tiene carácter recesivo, y por tanto cuando ambos padres portan el gen defectuoso para esta enfermedad, el hijo tiene un 25% de probabilidades de desarrollarla ya que el niño tiene que recibir dos copias del gen defectuoso, una de cada uno de los padres, para resultar enfermo. Si sólo uno de los padres le transmite dicho gen defectuoso, el niño se denomina portador y no se enfermará, pero tendrá el potencial de transmitirle la enfermedad a sus hijos.
Cualquier persona puede ser portadora de la enfermedad de Tay-Sachs, pero la enfermedad es más común entre la población judía asquenazí. Aproximadamente 1 de cada 27 miembros de esta población porta el gen para esta enfermedad.
La enfermedad de Tay-Sachs ha sido clasificada en sus formas infantil, juvenil y adulta, dependiendo de los síntomas y cuándo aparecen por primera vez. La mayoría de las personas con la enfermedad presentan la forma infantil, en la cual el daño neurológico generalmente comienza mientras el bebé aún está dentro del útero y los síntomas por lo general aparecen cuando el niño tiene de 3 a 6 meses de edad. La enfermedad tiende a empeorar muy rápidamente y el niño por lo general muere a la edad de 4 o 5 años.
La enfermedad de Tay-Sachs de comienzo tardío, que afecta a los adultos, es muy poco común.
Entre los síntomas de la enfermedad cabe destacar sordera, disminución en el contacto visual, demencia, sobresaltos, distrofia muscular, apatía, retraso mental e incapacidad de relación social, irritabilidad, parálisis muscular, epilepsia y un retardo en el crecimiento entre otros síntomas.
Actualmente no tiene tratamiento, solo técnicas dirigidas a la mejora o atenuación de los síntomas.

#### La enfermedad de Huntington
Otra enfermedad muy conocida causa por un alelo letal es la enfermedad de Huntington, pero en este caso dominante, provoca un acortamiento del ciclo de vida del individuo que la padece. Está controlada por un alelo dominante letal, por lo cual se manifiesta en heterocigosis, a diferencia de la enfermedad de Tay-Sachs
Se presenta normalmente entre los 30 y los 50 años de edad (aproximadamente), aunque los síntomas se pueden desarrollar a cualquier edad. Además el padecimiento puede seguir caminos muy diferentes, incluso en hermanos y parientes próximos. Esto se debe a que, junto a la mutación específica del gen de la huntingtina, intervienen además otros factores hereditarios.
La enfermedad produce alteración cognoscitiva, psiquiátrica y motora, de progresión muy lenta, durante un periodo de 15 a 20 años. El rasgo externo más asociado a la enfermedad es el movimiento exagerado de las extremidades y la aparición de muecas repentinas. También se hace progresivamente difícil el hablar y el tragar. En las etapas finales de la enfermedad la duración de los movimientos se alarga manteniendo los miembros en posiciones complicadas y dolorosas durante un tiempo que puede prolongarse hasta horas.